# 海岸龍屬
海岸龍屬（屬名：Actiosaurus）意為「海岸的蜥蜴」，是由Sauvage在1883年所敘述、命名，起初被認為是種恐龍，現在普遍被認為屬於魚龍目。但目前的所知有限，被認為是個疑名。模式種是A. gaudrii，常被誤值為A. gaudrii。

## 外部連結
- Actiosaurus is a choristodere not an ichthyosaur （页面存档备份，存于）.